# L. Stephen Coles
Leslie Stephen Coles (New York, 19 gennaio 1941 – Scottsdale, 3 dicembre 2014) è stato un medico gerontologo statunitense, noto per le sue ricerche sulla biologia della senescenza, co-fondatore e direttore esecutivo del Gerontology Research Group dove ha condotto ricerche sui supercentenari e sull'invecchiamento.

## Biografia
Coles nacque il 19 gennaio 1941 a New York. Conseguì la laurea in ingegneria elettrica presso il Rensselaer Polytechnic Institute di Troy, nello Stato di New York, il master in matematica presso il Carnegie Institute of Technology e il dottorato in scienze dei sistemi e della comunicazione presso l'Università Carnegie Mellon. Dopo aver conseguito la laurea in medicina presso la Stanford University School of Medicine, Coles completò il tirocinio clinico in ostetricia e ginecologia presso il Jackson Memorial Hospital della Miller School of Medicine presso l'Università di Miami.
È stato visiting scholar presso il dipartimento di informatica dell'Università della California, a Los Angeles. e ricercatore assistente presso il Dipartimento di Chirurgia, presso la David Geffen School of Medicine.
Coles era tesoriere della Supercentenarian Research Foundation, nonché co-fondatore e amministratore di sistema del Gerontology Research Group.
Coles morì il 3 dicembre 2014 a Scottsdale, in Arizona, per un cancro al pancreas. Il suo cervello fu criogenicamente conservato dalla Alcor Life Extension Foundation come 131° paziente.

## Opere
- L. Stephen Coles (2011) Extraordinary Healing: How the discoveries of Mirko Beljanski, the world's first green molecular biologist, can protect and restore your health. Freedom Press, Topanga, California; ISBN 9781893910898.[17]
- L. Stephen Coles and David Steinman (1999) The IP-6 with Inositol Question and Answer Book: Nature's Ultimate Anti-Cancer Pill. Freedom Press, Topanga, California; ISBN 9781893910003

### Articoli di giornale
- Coles LS, Validated worldwide supercentenarians for 2004, in Rejuvenation Research, vol. 8, n. 1, 2005,  pp. 69-71, DOI:10.1089/rej.2005.8.69, PMID 15798378.
- Coles LS, Demography of human supercentenarians, in The Journals of Gerontology. Series A, Biological Sciences and Medical Sciences, vol. 59, n. 6, giugno 2004,  pp. B579–86, DOI:10.1093/gerona/59.6.B579, PMID 15215268.